# Poecilopsis soffneri
Poecilopsis soffneri är en fjärilsart som beskrevs av Harrison. Poecilopsis soffneri ingår i släktet Poecilopsis och familjen mätare. Inga underarter finns listade i Catalogue of Life.